# Tuticorin
Tuticorin (Thoothukudi) – miasto w Indiach, w stanie Tamilnadu. Stolica dystryktu Tuticorin.  W 2011 roku liczyło 411 628 mieszkańców.